# Tom McEllistrim (1926-2000)
Thomas McEllistrim (15 janvier 1926-25 février 2000) est un homme politique irlandais du Fianna Fáil qui est ministre d'État de 1979 à 1981 et de mars 1982 à décembre 1982. Il est Teachta Dála (TD) pour la circonscription de Kerry North de 1969 à 1987 et de 1989 à 1992 et sénateur de 1987 à 1989, après avoir été nommé par le Taoiseach.

## Biographie
Né à Boherbue, dans le comté de Cork, en 1926, McEllistrim est le fils de l'homme politique du Fianna Fáil et vétéran de la guerre d'indépendance, Tom McEllistrim. Il succède à son père lorsqu'il est élu au Dáil Éireann en tant que député du Fianna Fáil pour la circonscription de Kerry North aux élections générales de 1969. Aux élections générales de 1977, McEllistrim est élu avec son colistier Kit Ahern. C'est la première fois que le Fianna Fáil remporte deux sièges dans la circonscription de trois sièges de Kerry North. McEllistrim, à qui on accordait beaucoup de crédit pour cette victoire, est déçu de ne pas recevoir de promotion au poste de ministre d'État.
McEllistrim s'éloigne du Taoiseach et chef du parti Jack Lynch à partir de ce moment-là et commence à estimer que Charles Haughey est le bon candidat à la direction du parti. McEllistrim pense que Lynch est sur le point de prendre sa retraite et est mal à l'aise à l'idée que George Colley succède à Lynch. Comme son père avant lui, il pense que Colley n'est pas fait pour le rôle de chef du parti et pas assez républicain. McEllistrim se montre particulièrement bruyant en ce qui concerne la politique du parti envers l'Irlande du Nord et, selon lui, le manque apparent de sympathie de Lynch envers la communauté nationaliste du Nord.
McEllistrim est membre du soi-disant « gang des cinq » avec Seán Doherty, Mark Killilea Jnr, Jackie Fahey et Albert Reynolds qui lancent une campagne en faveur de Haughey depuis les bancs d'arrière-ban du parti. Après que Lynch ait perdu deux élections partielles dans sa ville natale de Cork, il démissionne de son poste de chef du parti en décembre 1979. Deux jours plus tard, la course à la direction est déclenchée entre Haughey et Colley, que Haughey remporte avec une marge décisive. Ellistrim est récompensé en étant nommé ministre d'État au ministère des Finances avec une responsabilité particulière pour le Bureau des travaux publics. Le Fianna Fáil entre dans l'opposition après les élections générales de 1981, mais revient au pouvoir après les élections générales de février 1982. McEllistrim est nommé ministre d'État au ministère des Pêches et des Forêts chargé de la foresterie, servant de mars à décembre 1982.
McEllistrim perd son siège aux élections générales de 1987 par quatre voix contre Dick Spring. Après avoir été nommé sénateur, il retrouve son siège aux élections générales de 1989, mais le perd aux élections générales de 1992 face à son collègue de circonscription Denis Foley.
McEllistrim est décédé à l'âge de 74 ans le 25 février 2000. Son fils, Tom McEllistrim, est député pour Kerry North de 2002 à 2011.